# Língua páez
A língua páez ou nasa yuwe é uma língua  não classificada da Colômbia, falada pelo povo Paez.
É falada por 33,4% da segunda maior etnia indígena colombiana, os Paez ou Nasa, no norte do Departamento de Cauca, no sudoeste da Colômbia e em outros departamentos da Colômbia como Huila, Valle e Tolima.
Na língua, as palavras são modificadas por sufixos, e, em alguns casos, também prefixos, possibilitando diversas variações. Utiliza vogais abertas e nasalisadas e diversas consoantes palatalizadas, aspiradas e palatalizadas-aspiradas.

## Etimologia
Páez, exônimo da língua, é também o nome pelo qual a etnia é conhecida. O termo se originou da palavra paeces, que os espanhóis usaram para se referir aos habitantes locais, que por sua vez é uma espanholização de pats, "à direita" (do rio Cauca), e também significava "verdadeiro".
Nasa yuwe, endônimo da língua, também se relaciona à denominação daquele povo. Na língua páez, nasa significa "gente", "pessoa", além de ser o nome do próprio povo. Já yuwe significa, entre outros, "idioma".

## Distribuição

### Região
De acordo com o Departamento Nacional de Planejamento (DNP), havia em 2004 103 reservas pertencentes ao povo nasa na Colômbia, em uma área de 390.509 hectares, contabilizando 137.812 pessoas. Essas reservas estão distribuídas nos Departamentos de Caquetá, Cauca, Huila, Meta, Putumayo, Tolima e Valle del Cauca, Não se identifica diáspora.

### Dialetos
São identificados os dialetos Pitayo e Paniquita

### Línguas relacionadas
Paul Rivet e outros no século XX classificaram a língua páez como chibchana, porem Adolfo Constenla Umaña considera que não é uma língua propriamente chibchana. Mais recentemente, foi proposto um filo macro-chibcha, que incluiria o páez e a família Barbacoana. Na mesma linha da proposta macro-Chibcha, Greenberg propõe uma macro-família Chibchano-Paezana. Para Jon Landaburo, ainda não há razões suficientes para manter esas clasificações. Outros autores propõem uma família "barbacoana-paezana". No entanto, estrutural e lexicamente, Paez e Barbacoano são muito diferentes e formas lexicais semelhantes poderiam ser devidas a empréstimos, dada a proximidade geográfica dessas línguas.
Para outros Nasa Yuwe é uma língua independente, embora sua relação com o Andaquí, e talvez com outras línguas extintas possa ser aceita. Não há consenso e as opiniões variam amplamente.

## História

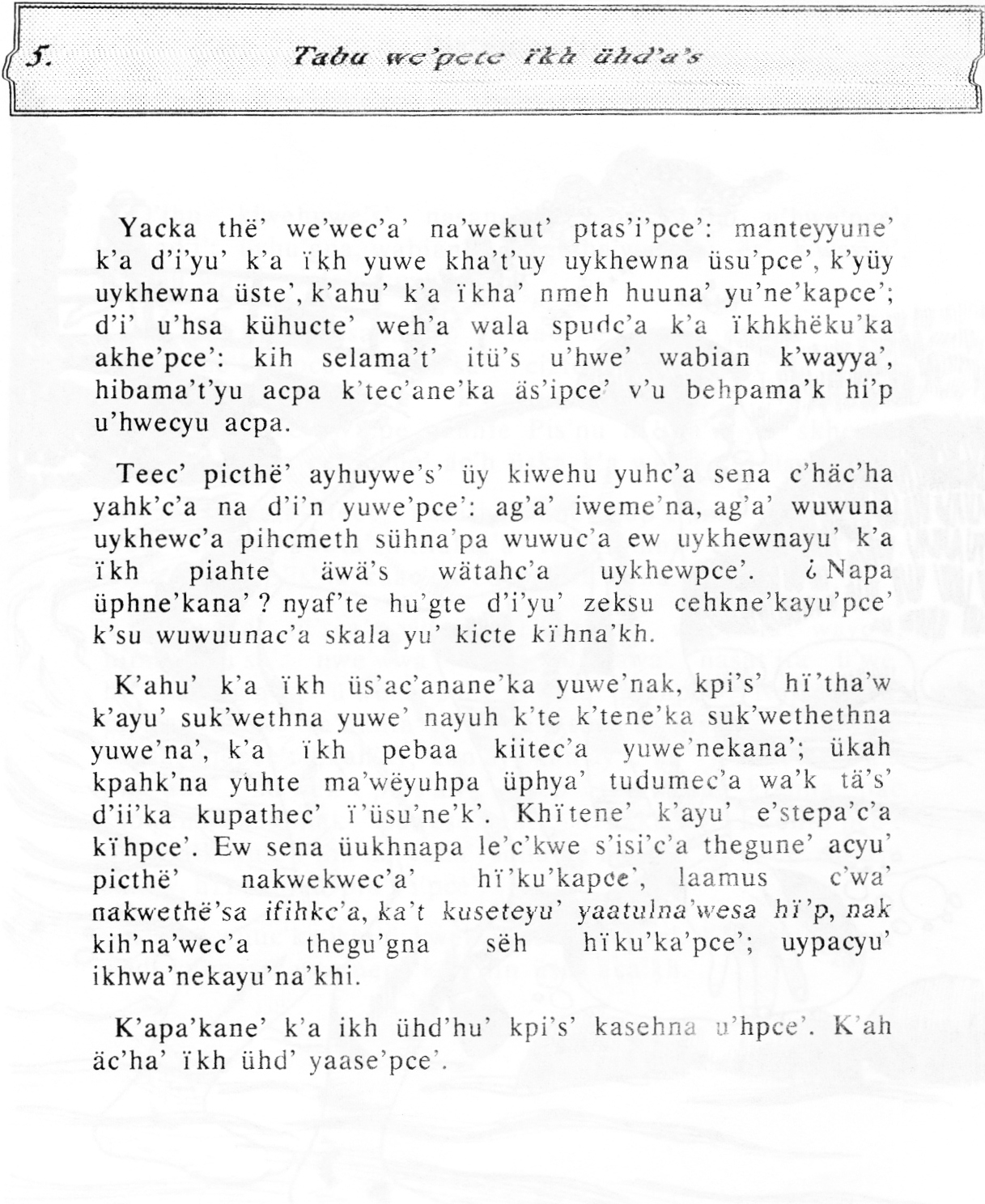
histórias da língua Nasa

A história da língua está intimamente ligada à história do povo. O povo páez é indígena e camponês, e sua maioria vive no vale do Cauca. Cerca da metade fala atualmente a língua páez como língua materna. Buscaram resistir à colonização espanhola, e a região central de sua área só foi invadida culturalmente pelos missionários católicos no século XVII, seguida pelo assentamento de colonos espanhóis no século seguinte. Assim, buscaram também manter a língua, apesar do impacto da colonização.

### História da documentação
Os primeiros trabalhos sobre a língua páez relacionam-se com a evangelização. O primeiro estudo sobre a língua foi feito por Castillo y Orosco, padre de Tálaga, entre 1730 e 1755. Ele elaborou um dicionário páez-castelhano, um catecismo e dois textos de ensino religioso, além de noções gramaticais. Uma segunda referência é de Uricoechea, que em 1877 publicou a obra de Castillo y Orosco, junto com um dicionário castelhano-páez, correções e uma lista de palavras comuns entre Páez e quechua. 

### Ensino
A lei 1381 de 2010, da Colômbia, conhecida como Lei de Línguas Indígenas, busca fortalecer o ensino e preservação das línguas indígenas, entre elas o páez. Os principais aspectos que estimulam o ensino são a exigência de educação bilíngue (língua materna e espanhol) nas comunidades indígenas e a criação de materiais educativos em línguas indígenas, para garantir seu uso ativo nas escolas e comunidades.

## Fonologia

### Vogais
O páez tem quatro vogais orais y quatro nasais (i, e, a, u) e registra vogais curtas e longas, portanto, o número de segmentos vocálicos em oposição fonológica é 16:
|          | Anteriores | Centrais  | Posteriores |
| -------- | ---------- | --------- | ----------- |
| Fechadas | i ĩ i' ĩ'  |           | u ũ uˑ ũˑ   |
| Médias   | e ẽ eˑ ẽˑ  |           |             |
| Abertas  |            | a ã aˑ ãˑ |             |

### Consoantes
A língua Paez possui 38 fonemas consonânticos, sendo sua particularidade a abundância de consoantes palatalizadas, aspiradas e palatalizadas-aspiradas.
|              |               | Labial  | Labial | Alveolar | Alveolar | Lamino- palatal | Lamino- palatal | Velar   | Velar  | Glotal | Glotal |
| simples      | palat.        | simples | palat. | simples  | palat.   | simples         | palat.          | simples | palat. |        |        |
| ------------ | ------------- | ------- | ------ | -------- | -------- | --------------- | --------------- | ------- | ------ | ------ | ------ |
| oclusiva     | surda         | p       | pʲ     | t        | ƫ        | ʦ               | ç               | k       | c      | ʔ      |        |
| oclusiva     | aspirada      | pʰ      | pʲʰ    | tʰ       | ƫʰ       | ʦʰ              | çʰ              | kʰ      | cʰ     |        |        |
| oclusiva     | prenasalizada | mb      | mbʲ    | ⁿd       | ⁿdʲ      | ⁿʣ              | ⁿʣ̢              | ⁿɡ      |        |        |        |
| nasal        | nasal         | m       |        | n        | ɲ        |                 |                 |         |        |        |        |
| fricativas   | surda         |         | fʲ     | s        | ʃ        |                 |                 |         |        | h      | ɧ      |
| fricativas   | sonora        |         | vʲ     |          |          |                 |                 |         |        |        |        |
| lateral      | lateral       |         |        | l        | ʎ        |                 |                 |         |        |        |        |
| aproximantes | aproximantes  | w       |        |          |          |                 | j               |         |        |        |        |

## Ortografia
A língua Páez usou uma forma do alfabeto latino desenvolvida por missionários, que não apresenta as letras H, K, R, U, mas usa as formas bj, by, vcj, cy, ch, chj, dy, dj. fy, jy, ll, ñ, py, pj, sh, ty, ts, tsj, zh.  Atualmente usa um alfabeto unificado com os desenvolvidos por linguistas de organizações indígenas.
| Grafema | Fonema  |
| ------- | ------- |
| a       | /a/     |
| ã       | /ã/     |
| e       | /e/     |
| ẽ       | /ẽ/     |
| i       | /i/     |
| ĩ       | /ĩ/     |
| u       | /u/     |
| ũ       | /ũ/     |
| b       | /mb/    |
| bj/by   | /mbʲ/   |
| c       | /c/cʰ/  |
| cj      | /cʲ/    |
| cy      | /ç/     |
| ch      | /tʃ/    |
| chj     | /tʲ/    |
| d       | /ⁿd/    |
| dy/dj   | /ⁿdʲ/   |
| f       | /ɸ/     |
| fy      | /fʲ/    |
| g       | /g/     |
| j       | /h/ʃ/   |
| jy      | /fʲ/    |
| l       | /l/     |
| ll      | /ʎ/     |
| m       | /m/     |
| n       | /n/     |
| ñ       | /ɲ/     |
| p       | /p/pʰ/  |
| py/pj   | /pʲ/    |
| q       | /ƫ/ƫʰ/  |
| s       | /s/     |
| sh      | /ʃ/     |
| t       | /t/tʰ/  |
| ty      | /tʲ/    |
| ts      | /ts/ʦʰ/ |
| tsy/tsj | /tsʲ/   |
| v       | /v/     |
| vy      | /vʲ/    |
| w       | /w/     |
| y       | /j/     |
| z       | /ⁿʣ/    |
| zh      | /ⁿʣ̢/    |
| '       | /ʔ/     |

O acento agudo indica um tom crescente na palavra. É utilizado quando a última sílaba possui tom crescente ou no caso de certas partículas que sempre são acentuadas. O til (~) indica que uma vogal é nasalizada. Adicionalmente, a ortografia representa o "saltillo" (parada glotal), pelo símbolo " ' ".

## Gramática
A língua páez é considerada uma língua aglutinante. Algumas de suas características podem ser destacadas:

### Pronomes Pessoais
Os pronomes pessoais da primeira e da segunda pessoa do singular são diferentes para os gêneros feminino e masculino. Para todos os casos, o plural deriva da forma feminina. A terceira pessoa é neutra.
|          |        | 1ª                | 2ª                    | 3ª                      |
| -------- | ------ | ----------------- | --------------------- | ----------------------- |
| singular | M      | andy / andya'     | indy / indya'         |                         |
| singular | F      | ũ'cue / ũ'cue'    | i'cue / i'cue'        |                         |
| singular | neutro |                   |                       | tyãa / tyãa'            |
| plural   |        | cue'sh / cue'sha' | i'cue'sh / i'cue'cha' | tyãawe'sh / tyãawe'sha' |

### Verbos
Na língua paez há verbos regulares e irregulares. Os verbos podem se alterar segundo:
| Número          | Singular e plural                                                       |
| Pessoa e gênero | Primeira, segunda (masculina, feminina e feminina familiar) e terceira  |
| Modo            | Infinitivo (infinitivo, gerúndio e particípio), indicativo e imperativo |
| Tempo           | Presente, futuro e seis tipos de passado, além do progressivo           |
| Voz             | Ativa e passiva                                                         |

O verbo é conjugado com sufixos de tempo, modo e aspecto e na segunda pessoa com sufixo do gênero feminino ou masculino. Podem ter prefixos de intensidade.
| Pessoa                        | Conjugação   |
| ----------------------------- | ------------ |
| 1ª singular                   | we'we-'tj    |
| 2ª singular masculino         | we'we-'ng    |
| 2ª singular feminino          | we'we-'i'cue |
| 2ª singular feminino familiar | we'we-'i'cha |
| 3ª singular                   | we'we-'c     |
| 1ª plural                     | we'we-'tja'w |
| 2ª plural                     | we'we-'i'cue |
| 3ª plural                     | we'we-'ty    |

#### Verbos regulares
Para os verbos regulares, a raiz não se altera. Nos casos em que a raiz termina em vogal, são adicionados diretamente os sufixos pronominais. Caso a raiz do verbo termine em consoante, uma vogal formativa é adicionada antes dos sufixos.
|                                               | Raiz do verbo (modificação) | Sufixo                               | Verbo conjugado      |
| --------------------------------------------- | --------------------------- | ------------------------------------ | -------------------- |
| Verbo regular com raiz terminada em vogal     | pa'ya- chamar               | -ty (3ª pessoa do plural, pretérito) | pa’yaty chamaram     |
| Verbo regular com raiz terminada em consoante | pu'ch- (pu’chji-) ajudar    | -tyna (3ª pessoa do plural, futuro)  | pu'chjityna ajudarão |

Com certos sufixos, pode haver deslocamento da sílaba tônica. No presente e no futuro, a vogal ao final da raiz também pode apresentar modificações.
|                                               | Raiz do verbo (modificação) | Sufixo                              | Verbo conjugado    |
| --------------------------------------------- | --------------------------- | ----------------------------------- | ------------------ |
| Verbo regular com raiz terminada em vogal     | wete—(wetée-) (cair)        | -tyna (3ª pessoa do plural, futuro) | wetéetyna (cairão) |
| Verbo regular com raiz terminada em consoante | apj- (apjáa-) (fechar)      | -na (3ª pessoa do singular, futuro) | apjáana (fechará)  |

Pode ainda haver alteração vocálica na raiz, no imperativo.

#### Verbos irregulares
Para os verbos irregulares, pode haver alteração na raiz além das alterações de vogais dos verbos regulares. Há três grupos de alterações:
-supressão do -j- central da raiz no presente, futuro e progressivo. Exemplo: tyujnde- >> tyunde- (separar)
- supressão do -j- central da raiz, com extensão da vogal. Exemplo: tejca- >> teega- (subir)
- supressão do -j ao final da raiz, com extensão da vogal. Exemplo: dej- >> dee- (dormir)

### Substantivos
Os substantivos são declinados por sufixos que marcam casos nominativos, acusativos, dativos, ablativos, locativos e instrumentais, com posposições em vez de preposições.
Os substantivos podem ser primitivos, derivados ou compostos:
- Substantivos primitivos: não se originam de nenhuma outra palavra[30]

| Substantivo | Tradução |
| ----------- | -------- |
| nasa        | gente    |
| cuse        | mão      |
| nus         | chuva    |

- Substantivos derivados: formados por uma palavra mais um prefixo ou sufixo[30]

| Substantivo derivado (tradução)                                                         | Substantivo primitivo (tradução) |
| --------------------------------------------------------------------------------------- | -------------------------------- |
| n-piitstjẽ’j (chefe)                                                                    | piitstjẽ’j (homem)               |
| p-dyi’p (cara a cara)                                                                   | dyi’p (cara)                     |
| p-chi’c (filho com pai e mãe, prefixo usado para indicar dualidade, um par de parentes) | chi’c (filho, filha)             |

- Substantivos compostos: compostos por duas ou mais palavras[31]

| Substantivo       | Formação                     |
| ----------------- | ---------------------------- |
| qui’sen (domingo) | qui's- (densansar), en (dia) |
| yu’wala           | yu' (água), wala (grande)    |

Os substantivos derivados podem se classificar em diversas origens, caracterizados pelo sufixo ou prefixo correspondente. Entre os tipos de substantivos derivados estão o aumentativo, o diminutivo, o coletivo, o derivado de raízes verbais, o adjetivo ou adverbial e o derivado de substantivos, adjetivos ou verbos. Podem ainda se classificar segundo o significado, em concreto e abstrato, e segundo a extensão, em comum ou próprio.

#### Número
De forma geral, usa-se a forma singular, tanto para a finalidade singular quanto para plural. O número é indicado pelos sufixos agregados ao substantivo. Os substantivos abstratos não possuem plural.

#### Caso
Sufixos são usados também com a finalidade de indicar a finalidade das partes da oração na língua paez, exercendo a função de preposições. Os casos são classificados em nominativo, genitivo, acusativo, dativo, ablativo e vocativo.

### Adjetivo
Há dois tipos de adjetivos:
- Qualificativos: Seu grau pode ser positivo, comparativo ou superlativo. Dispostos depois do substantivo que qualificam.
- Determinativos: Podem ser demonstrativos, possessivos, quantitativos, numerais ou interrogativos. Dispostos antes do substantivo que modificam.

### Ordem da frase e alinhamento
A ordem da frase é Sujeito-Objeto-Verbo.
A plataforma Hunter Gatherer identifica os seguintes casos de alinhamento:
- Nominativo-Acusativo com acusativo marcado: O objeto de uma oração transitiva recebe um marcador único, enquanto o sujeito (de transitivas e intransitivas) não é marcado ou recebe um marcador diferente.

- Nominativo-Acusativo com nominativo marcado: Os sujeitos de orações transitivas e intransitivas compartilham um marcador, enquanto os objetos de orações transitivas não são marcados.

- Ergativo-Absolutivo: O sujeito de orações intransitivas e o objeto de orações transitivas compartilham um marcador único, enquanto o sujeito de orações transitivas recebe um marcador diferente ou não é marcado.

- Tripartido: Sujeitos intransitivos, sujeitos transitivos e objetos transitivos têm marcadores de caso diferentes.

- Ativo-Inativo: Sujeitos de orações intransitivas são tratados de maneira diferente dependendo de serem mais agentes (como sujeitos de transitivas) ou mais pacientes (como objetos de transitivas).

- Ergativo-Absolutivo (pronomes): O alinhamento é determinado por um marcador único para o sujeito de orações intransitivas e o objeto de transitivas.

- Tripartido (pronomes): Sujeitos de orações intransitivas, transitivas e objetos de transitivas têm marcadores de caso distintos, mesmo para pronomes.

- Hierárquico: A marcação de caso depende da posição relativa de cada argumento em uma hierarquia, como 1º, 2º, 3º pessoa.

- Dividido: Mais de um sistema de marcação é usado dependendo de fatores como pessoa, tempo ou tipo de oração.

## Vocabulário

### Declaração Universal dos Direitos Humanos
A Declaração Universal dos Direitos Humanos é um documento internacional adotado em 1948 pela terceira sessão regular da Assembléia Geral das Nações Unidas. A seguir, está seu primeiro artigo na versão na língua páez acompanhada da versão em português.
| Língua Páez | Português |
| --- | --- |
| F'i'ni pe'la 1.Ya'nwe'wewa'te' maa nasapa ha'dacehk hi'pku up'hi', wëtte u'huwa'hi'pta', eena' eena' f'i'zewa' hi'pta', üus hi'pta' d'ik'the hi'pta' naapa'kate. Sa' h'ukaysa üus hi'pcehktha'w sa' pyakhna'we f'i'ze hi'ptha'w. | Artigo primeiroTodos os seres humanos nascem livres e iguais em dignidade e em direitos. Dotados de razão e de consciência, devem agir uns para com os outros em espírito de fraternidade. |

### Exemplo de diálogo
A seguir é apresentado um exemplo de diálogo (tradução):
| Páez                         | Tradução                            |
| ---------------------------- | ----------------------------------- |
| ¿Ma'uchanga?                 | Como está você?                     |
| Ewcha.                       | Bem.                                |
| ¿Majũ yujnga?                | De onde você vem?                   |
| Shambu yujtj.                | Venho do povoado                    |
| ¿Ma'nga u'j?                 | Como foi?                           |
| Ew.                          | Bem.                                |
| ¿Mtee u'juetsnga?            | Para onde você vai?                 |
| Yatna u'juetstju.            | Vou para casa.                      |
| Yuwe meen wecha.             | Faça-me o favor de cumprimentá-los. |
| Wech we'we'ng. Cuscay pcach. | Obrigado. Até amanhã.               |
| Cyã' myũu.                   | Assim seja.                         |

### Numerais
A tabela abaixo apresenta os numerais cardinais de um a dez. Alguns deles são utiizados do espanhol.
| Páez                | Tradução |
| ------------------- | -------- |
| teech               | um       |
| e'nz                | dois     |
| tecj                | três     |
| pajnz               | quatro   |
| tajts               | cinco    |
| teesacy             | seis     |
| siete (do espanhol) | sete     |
| ocho (do espanhol)  | oito     |
| nueve (do espanhol) | nove     |
| csemba              | dez      |